# Août 1852

## Événements
- 3 août : première régate universitaire entre Harvard et Yale. Harvard s'impose de deux longueurs[1].
- 16 août, États-Unis, Californie : création à Sacramento de la Sacramento Valley Rail road company. Président Charles L. Wilson, vice-président William Tecumseh Sherman

- 24 août, France : décret approuvant la convention passée pour la concession du chemin de fer de Bordeaux à Cette, et du canal latéral à la Garonne, ainsi que des chemins de fer de Bordeaux à Bayonne et de Narbonne à Perpignan.

## Naissances
- 30 août : Jacobus Henricus van 't Hoff, physicien et chimiste néerlandais (prix Nobel de chimie 1901) († 1er mars 1911).
- 31 août : Joris Helleputte, architecte et homme politique belge († 23 février 1925).